# Rilabergen

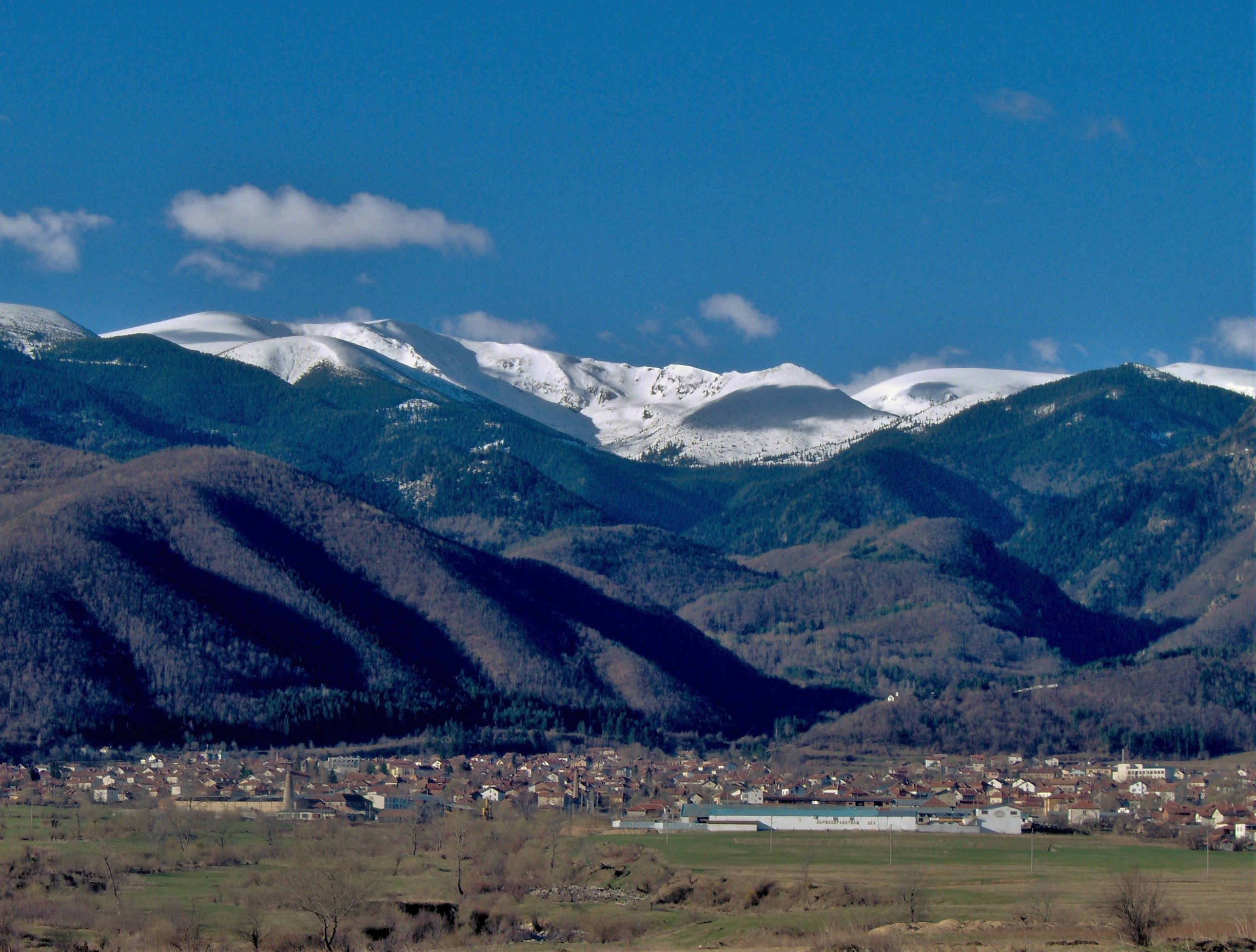
Rilabergen. Vy från Kostenets.

Rilabergen är den högsta bergskedjan på Balkanhalvön. Den ligger nordväst om Rodopibergen i västra Bulgarien och består av granit och kristalliniska skiffrar. Den högsta bergstoppen Musala är med 2 930 meter också både Bulgariens och hela Balkanhalvöns högsta berg. Flera andra bergstoppar når över 2 400 meter.
Bergen är i de nedre delarna täckta av lövskog, som över 1 000 meter ersätts av barrskog, som dock till 1 300 meter är blandad med bok. Trädgränsen ligger vid 2 000 meter. Endast under några veckor på högsommaren smälter snötäcket på Rilabergens toppar. En mängd moräner och över 100 små bergssjöar vittnar om forntida nedisning.
På Rilabergen upprinner Iskăr (till Donau), Maritsa och Mesta till Egeiska havet. På Rilabergens södra sida ligger Rilaklostret (1180 meter över havet), som varit viktigt för bulgarernas litterära och nationella pånyttfödelse.